# Anastrolos
Anastrolos is een geslacht van vlinders van de familie spinners (Lasiocampidae).

## Soorten
- A. apasta (Turner, 1924)
- A. holopolia (Turner, 1924)
- A. porphyrica (Turner, 1941)
- A. zoristis (Turner, 1924)